# Kereskedelmi park
A kereskedelmi park fogalma az USA-ból származik. A múlt század közepén a tengerentúlon kezdett megjelenni az ún. ’power center’ típusú regionális és bevásárló központ, mely a városközponttól távolabb élők részére létrehozott bevásárlási lehetőség volt, ahol a boltok kínálatán kívül a vásárlónak az igényesen kialakított park kényelmét is kínálták, hagyományos kisvárosi környezetben, szabadtéri parkolókkal és fedett passzázzsal összekötött tágas földszinti üzletekkel.
Ennek a bevásárló központnak az európai formáját nevezik kereskedelmi parknak. Az első magyar kereskedelmi park a Market Central Ferihegy.